# Epistephium subrepens
Epistephium subrepens é uma espécie de orquídea terrestre ereta, que existe na Guiana e regiões norte e centro-oeste do Brasil, além do estado da Bahia onde  habitam campos limpos e cerrados, eventualmente monteses, e areais do litoral. Apresentam flores muito vistosas, entre as mais vistosas de toda subtribo Vanilleae, à qual estão subordinados. Suas flores nascem em sucessão, de racemos terminais, e duram ligeiramente mais que as de Cleistes.
Esta espécie pode ser reconhecida entre os Epistephium por serem plantas de caule pouco ramificado, com base levemente prostrada, depois ereto com inflorescência esparsa e flores cujas sépalas não excedem 28 milímetros de comprimento.
São plantas que raramente sobrevivem ao serem transplantadas devido aos danos sofridos pelas suas raízes e rizomas quebradiços. Plantas para uso comercial necessitam ser produzidas por meio de sementes. São mais indicadas para canteiros do que cultivo em vasos.